# Christian Iguacel
Christian Iguacel, né le 2 mai 1996 à Barbastro en Espagne, est un athlète belge spécialiste du 400 m.

## Biographie
En tant que junior, Iguacel pratique principalement la distance du 400 m. En 2015, il est membre du relais belge 4 x 400 m aux Championnats d'Europe juniors à Eskilstuna qui termine à la cinquième place.
En 2017, il devient pour la première fois champion de Belgique en salle sur 200 m. Au cours de cette saison, il améliore son record personnel sur 400 m qui lui permet de gagner sa place dans l'équipe belge du 4 x 400 m pour les Championnats d'Europe U23 à Bydgoszcz : une fois de plus, il termine cinquième de la finale.
En 2020, Iguacel devient champion de Belgique du 400 mètres. En 2021, il a atteint les demi-finales du 400 mètres aux Championnats d'Europe en salle à Toruń, éliminé avec un temps de 47 s 78. L'année suivante, il rate la finale aux Championnats du monde à Eugène du relais mixte en terminant 10e des séries avec un temps de 3 min 16 s 01.
En mars 2024, le relais belge composé de Jonathan Sacoor, Dylan Borlée, Iguacel et Alexander Doom s'impose en finale du relais 4 x 400 m lors des Championnats du monde en salle de Glasgow.
En mars 2025, il remporte la médaille d'argent avec le relais 4 x 400 mixte et la médaille de bronze avec le relais 4 x 400 m aux Championnats d'Europe d'athlétisme en salle 2025 d'Apeldoorn. 